# Pterygellus funalis
Pterygellus funalis é uma espécie de fungo pertencente à família Cantharellaceae.